# Sphaerionotus fasciatus
Sphaerionotus fasciatus är en tvåvingeart som beskrevs av Edwards 1928. Sphaerionotus fasciatus ingår i släktet Sphaerionotus och familjen storharkrankar. Inga underarter finns listade i Catalogue of Life.